# HIV/AIDS na África do Sul

Prevalência estimada do HIV entre adultos dos 15 aos 49 anos por país em 2007

O HIV/AIDS é um dos problemas de saúde mais sérios na África do Sul. A África do Sul tem o maior número de pessoas afetadas pelo HIV de qualquer país e a quarta maior taxa de prevalência do HIV em adultos, de acordo com as estatísticas das Nações Unidas de 2019. Cerca de 8 milhões de sul-africanos, dos 60 milhões de habitantes, vivem com o HIV.
De acordo com um conjunto de dados do ONUSIDA proveniente do Banco Mundial, em 2019 a taxa de prevalência do HIV em adultos dos 15 aos 49 anos era de 27% em Eswatini (Suazilândia), 25% no Lesoto, 25% no Botsuana e 19% na África do Sul.

## Compreendendo a prevalência do HIV
A prevalência do HIV não indica que um país tenha uma crise de AIDS, pois HIV e AIDS são condições distintas. A prevalência do HIV, por outro lado, indica que as pessoas permanecem vivas, apesar da infecção. A África do Sul tem o maior programa de tratamento do HIV do mundo.
Os dados abertos do Banco Mundial explicam os dados que publica sobre a prevalência do HIV da seguinte forma:
 
As taxas de prevalência do HIV refletem a taxa de infecção pelo HIV na população de cada país. No entanto, baixas taxas de prevalência nacionais podem ser enganosas. Frequentemente, elas mascaram epidemias que se concentram inicialmente em certas localidades ou grupos populacionais e ameaçam se espalhar para a população em geral. Em muitos países em desenvolvimento, a maioria das novas infecções ocorre em adultos jovens, sendo as mulheres jovens especialmente vulneráveis.

Os dados sobre HIV são do Programa Conjunto das Nações Unidas sobre HIV/AIDS (UNAids). Mudanças nos procedimentos e premissas para estimar os dados e uma melhor coordenação com os países resultaram em estimativas aprimoradas de HIV e AIDS. Os modelos, que são atualizados rotineiramente, acompanham o curso das epidemias de HIV e seu impacto, fazendo pleno uso das informações sobre tendências de prevalência de HIV provenientes de dados de vigilância, bem como de dados de pesquisas. Os modelos levam em consideração a redução da infectividade entre pessoas em terapia antirretroviral (que está tendo um impacto maior na prevalência do HIV e permitindo que pessoas soropositivas vivam mais) e permitem mudanças na urbanização ao longo do tempo em epidemias generalizadas. As estimativas incluem limites de plausibilidade, que refletem a certeza associada a cada uma das estimativas. 
O programa de tratamento do HIV na África do Sul foi lançado a sério em 2005. A tendência nas estatísticas sobre o HIV e a AIDS na África do Sul mudou significativamente nos anos que se seguiram.

## Dados mais recentes sobre a prevalência do HIV na África do Sul
O Banco Mundial e as Nações Unidas obtêm seus dados sobre prevalência do HIV do Statistics South Africa. De acordo com as estimativas populacionais de meados de 2018 da Statistics South Africa, a taxa total de prevalência do HIV no país é de 13,1%. A taxa de prevalência do HIV para todos os adultos com idades compreendidas entre os 15 e os 49 anos é de 19,0%. O Statistics South Africa estima o número de mortes atribuíveis à AIDS em 2017 em 126.755 ou 25,03% de todas as mortes na África do Sul.

## Outras estatísticas

### Por raça
Um estudo de 2008 revelou que a infecção pelo HIV/AIDS na África do Sul estava claramente dividida em termos raciais: 13,6% dos negros africanos na África do Sul são HIV positivos, enquanto apenas 0,3% dos brancos que vivem na África do Sul têm a doença. Crenças tradicionais falsas sobre o HIV/AIDS, que contribuem para a disseminação da doença, persistem nos municípios devido à falta de programas de educação e conscientização nessas regiões. A violência sexual e as atitudes locais em relação ao HIV/AIDS também amplificaram a epidemia.

### Por gênero
O HIV/AIDS é mais prevalente entre mulheres, especialmente aquelas com menos de 40 anos. As mulheres representavam cerca de 4 em cada 5 pessoas com HIV/AIDS entre 20 e 24 anos, e 2 em cada 3 entre 25 e 29 anos. Embora a prevalência seja mais elevada entre as mulheres em geral, apenas 1 em cada 6 pessoas infectadas pelo HIV/AIDS com múltiplos parceiros sexuais são mulheres.
De acordo com um estudo publicado no final de 2019, homens que fazem sexo com homens (HSH) correm maior risco de infecção pelo HIV do que homens na população em geral. As taxas de prevalência de infecção por HIV entre HSH variaram de 6 a 37%, dependendo do país, excedendo em muito as taxas de prevalência nacionais. As taxas de prevalência são particularmente elevadas na África Ocidental e Central, bem como nos países de baixa prevalência.
Meninos e meninas na África do Sul são altamente afetados pela violência do parceiro íntimo e pelo HIV/AIDS. A investigação encontrou ligações entre os dois, bem como uma relação com o consumo de drogas. Foi descoberto que o consumo problemático de álcool e o uso de maconha são variáveis mediadoras na relação entre homens que sofreram abuso sexual na infância e que se envolvem em comportamentos sexuais de risco para o HIV. Um estudo de 2006 também observou que o álcool e o aumento do risco de HIV estão ligados à violência de género de duas formas específicas: uma delas é que o consumo de álcool pode levar ao aumento da violência sexual contra as mulheres que recusam sexo, e que as mulheres podem ser abusadas por revelarem o seu estado serológico positivo ao seu parceiro.
Em mulheres adultas e adolescentes, o baixo poder de relacionamento e a vitimização por violência do parceiro íntimo foram associados ao risco de HIV. Esse menor poder de relacionamento afeta a dinâmica interpessoal que aumenta o risco sexual devido ao não uso do preservativo e a probabilidade de uma menina com baixo poder de relacionamento ter mais parceiros sexuais. No entanto, descobriu-se que tanto meninos quanto meninas com menor poder de relacionamento eram mais propensos a ter múltiplos parceiros. Independentemente do género, os jovens com menor poder são mais vulneráveis à pressão ou à coação para o sexo transacional. Além disso, tanto as mulheres como os homens têm dificuldade em revelar o seu estado serológico positivo por várias razões, sendo a mais comum o medo que as mulheres têm do abandono ou da violência retaliatória, enquanto os homens têm medo do embaraço e da vergonha.

### Por mulheres grávidas
Os dados mais recentes sobre o HIV coletados em clínicas pré-natais sugerem que os níveis de infecção pelo HIV podem estar se estabilizando, com a prevalência do HIV em mulheres grávidas em 30% em 2007, 29% em 2006 e 28% em 2005. A diminuição da percentagem de mulheres grávidas jovens (15–24 anos) infectadas pelo HIV pode ser extrapolada para sugerir um possível declínio no número anual de novas infecções.

### Por idade
Entre 2005 e 2008, o número de adolescentes mais velhos com HIV/AIDS diminuiu quase para metade. Entre 2002 e 2008, a prevalência entre os sul-africanos com mais de 20 anos aumentou. O número de pessoas com menos de 20 anos diminuiu ligeiramente no mesmo período.
O uso de preservativos é maior entre os jovens e menor entre os mais velhos. Mais de 80% dos homens e mais de 70% das mulheres com menos de 25 anos usam preservativos, e pouco mais de metade dos homens e mulheres com idades entre os 25 e os 49 anos afirmam usar preservativos.
Mais de 30% dos jovens adultos e mais de 80% dos idosos estão cientes dos perigos representados pelo HIV/AIDS. O conhecimento sobre o HIV/AIDS é mais baixo entre as pessoas com mais de 50 anos — menos de dois terços sabem exatamente o que é o HIV/AIDS.

### Por província
Em 2008, mais de metade (55%) de todos os sul-africanos infectados pelo HIV residiam nas províncias de KwaZulu-Natal e Gauteng.
Entre 2005 e 2008, o número total de pessoas infectadas pelo HIV/AIDS aumentou em todas as províncias da África do Sul, exceto KwaZulu-Natal e Gauteng. No entanto, o KwaZulu-Natal continua a ter a taxa de infecção mais elevada, com 15,5%. Na província com a taxa de infecção mais baixa, o Cabo Ocidental, o número total de pessoas com HIV/AIDS duplicou entre 2005 e 2008.
O uso de preservativos dobrou em todas as províncias entre 2002 e 2008. As duas províncias onde os preservativos foram menos utilizados em 2002 foram também as províncias onde os preservativos foram menos utilizados em 2008, nomeadamente o Cabo Setentrional e o Cabo Ocidental.
Em 2019, a prevalência do HIV/AIDS entre adultos sul-africanos com idades entre os 15 e os 49 anos, por província, é:
- KwaZulu-Natal: 27,0%
- Mpumalanga: 22,8%
- Estado Livre: 25,5%
- Noroeste: 22,7%
- Gauteng: 17,6%
- Cabo Oriental: 25,2%
- Limpopo: 17,2%
- Cabo Setentrional: 13,9%
- Cabo Ocidental: 12,6%

## Campanhas de conscientização
As quatro principais campanhas de sensibilização sobre o HIV/AIDS na África do Sul são Khomanani (financiada pelo governo), LoveLife (financiada principalmente por privados), Soul City (um drama televisivo para adultos) e Soul Buddyz (uma série televisiva para adolescentes).
A qualidade duvidosa dos preservativos distribuídos é um retrocesso para esses esforços. Em 2007, o governo recolheu mais de 20 milhões de preservativos fabricados localmente que estavam com defeito. Alguns dos dispositivos contraceptivos oferecidos nas celebrações do centenário do CNA em 2012 não passaram num teste de água realizado pela Campanha de Ação para o Tratamento.

## Co-infecção com tuberculose
Em 2007, estimou-se que um terço das pessoas infectadas pelo HIV desenvolveriam TB (tuberculose) ao longo da vida. Em 2006, 40% dos pacientes com tuberculose foram testados para HIV. Desde 2002, a política governamental consiste em verificar todos os novos casos de TB para detectar a infecção pelo HIV.
Embora a prevenção de ISTs faça parte dos programas governamentais de HIV/AIDS, assim como na maioria dos países, na África do Sul a prevenção de HIV/AIDS é feita em conjunto com a prevenção de TB. A maioria dos pacientes que morrem de causas relacionadas ao HIV morrem de tuberculose ou doenças semelhantes. Na verdade, o programa de prevenção do Ministério da Saúde é denominado "Programa Nacional de HIV, AIDS e Tuberculose". Em conformidade com os requisitos das Nações Unidas, a África do Sul também elaborou um "Plano Estratégico para o HIV, AIDS e IST".

## História
Em 1983, a AIDS foi diagnosticada pela primeira vez em dois pacientes na África do Sul. A primeira morte registada relacionada com a AIDS ocorreu no mesmo ano.

### Década de 1990
Em 1990, a primeira pesquisa pré-natal nacional para testar o HIV descobriu que 0,8% das mulheres grávidas eram HIV positivas. Estimou-se que havia entre 74.000 e 6.500.135 pessoas na África do Sul vivendo com HIV.
Em agosto de 1995, o Departamento de Saúde concedeu um contrato de 14,27 milhões de randes sul-africanos para produzir uma sequência do musical Sarafina!, sobre a AIDS, para chegar aos jovens. O projeto foi cercado de controvérsia e foi finalmente arquivado em 1996.
De 6 a 10 de março de 1995, foi realizada na Cidade do Cabo, África do Sul, a 7ª Conferência Internacional para Pessoas Vivendo com HIV e AIDS.
Em janeiro de 1996, foi decidido que a seleção nacional de futebol da África do Sul, Bafana Bafana, contribuiria para a Campanha de Conscientização sobre a AIDS usando fitas vermelhas em todas as suas aparições públicas durante a Copa das Nações Africanas.
Em 5 de julho de 1996, a Ministra da Saúde da África do Sul, Nkosazana Dlamini-Zuma, discursou na 11ª Conferência Internacional sobre a AIDS, em Vancouver. Ela disse:

A maioria das pessoas infectadas pelo HIV vive em África, onde as terapias que envolvem combinações de medicamentos [anti-retrovirais] caros estão fora de questão. 
Em fevereiro de 1997, o Departamento de Saúde do governo sul-africano defendeu o seu apoio ao controverso medicamento contra a AIDS, Virodene, afirmando que "os 'cocktails' disponíveis [para o tratamento do HIV/AIDS] estão muito além das possibilidades da maioria dos pacientes [mesmo dos países desenvolvidos]". O Parlamento tinha anteriormente iniciado uma investigação sobre a solidez processual dos ensaios clínicos do medicamento.
Em 1999, foi fundada a campanha sul-africana de prevenção ao HIV LoveLife.

### Década de 2000
O governo sul-africano defendeu-se com sucesso contra uma ação legal movida por empresas farmacêuticas transnacionais em abril de 2001, contra uma lei que permitiria medicamentos mais baratos produzidos localmente, incluindo antirretrovirais, embora a implementação de antirretrovirais pelo governo tenha permanecido lenta em geral.
Também em 2001, foi fundada a Right to Care, uma ONG dedicada à prevenção e tratamento do HIV e doenças associadas.
Em 2002, o Tribunal Constitucional da África do Sul ordenou ao governo que removesse as restrições ao medicamento nevirapina e o tornasse disponível às mulheres grávidas em todos os hospitais e clínicas estatais para ajudar a prevenir a transmissão do HIV de mãe para filho, após uma contestação judicial da Treatment Action Campaign e outros.
Em 2007, Anand Reddi e colegas da clínica Sinikithemba para o HIV/AIDS, financiada pelo PEPFAR, no Hospital McCord Zulu, em KwaZulu-Natal, África do Sul, publicaram o primeiro relatório demonstrando que a terapia antirretroviral pediátrica pode ser eficaz apesar dos desafios de um ambiente com recursos limitados. Em particular, o modelo da clínica de HIV/AIDS de Sinikithemba demonstrou os benefícios de um modelo de cuidados centrado na família e os dados sugerem que um cuidador primário HIV positivo demonstrou ser protetor contra a mortalidade pediátrica.

## Demografia
De acordo com o Inquérito Nacional de Seroprevalência Pré-natal do HIV e da Sífilis de 2005 e 2007, a percentagem de mulheres grávidas com HIV por ano foi a seguinte:
| Ano:         | 1990 | 1991 | 1992 | 1993 | 1994 | 1995 | 1996 | 1997 | 1998 | 1999 | 2000 | 2001 | 2002 | 2003 | 2004 | 2005 | 2006 | 2007 | 2008 | 2009 | 2010 | 2011 |
| Percentagem: | 0,7  | 1.7  | 2.2  | 4.0  | 7.6  | 10.4 | 14.2 | 17.0 | 22,8 | 22,4 | 24,5 | 24,8 | 26,5 | 27,9 | 29,5 | 30.2 | 29.1 | 28,0 | 29,3 | 29,4 | 30.2 | 29,5 |

De acordo com um estudo de 2006 do Departamento de Saúde da África do Sul, 13,3% dos 9.950 africanos incluídos na pesquisa tinham HIV. De 1.173 brancos, 0,6% tinham HIV. Esses números são confirmados em um estudo de 2008 do Conselho de Pesquisa em Ciências Humanas, que descobriu uma taxa de infecção de 13,6% entre africanos, 1,7% entre negros, 0,3% entre indianos e 0,3% entre brancos.
Em 2007, estimou-se que entre 4,9 e 6,6 milhões dos 48 milhões de habitantes da África do Sul, de todas as idades, estavam infectados com o HIV, o vírus que causa a AIDS.

## Negacionismo da AIDS sob Thabo Mbeki

### 2000
Em 9 de julho de 2000, o então presidente Thabo Mbeki abriu a XIII Conferência Internacional sobre AIDS em Durban com um discurso não sobre HIV ou AIDS, mas sobre a pobreza extrema na África. No discurso, ele confirmou a sua convicção de que a imunodeficiência é um grande problema em África, mas que não é possível atribuir todas as doenças relacionadas com a imunodeficiência a um único vírus.
Em 4 de setembro de 2000, Thabo Mbeki reconheceu durante uma entrevista à revista Time (edição sul-africana) que o HIV pode causar AIDS, mas confirmou sua opinião de que o HIV não deve ser considerado a única causa da imunodeficiência. Ele disse:
 
A noção de que a imunodeficiência é adquirida apenas a partir de um único vírus não se sustenta. Uma vez que você diga que a imunodeficiência é adquirida a partir desse vírus, sua resposta será medicamentos antirretrovirais. Mas se você aceitar que pode haver uma variedade de razões... então você pode ter uma resposta de tratamento mais abrangente. 
Em 20 de setembro de 2000, o então presidente Thabo Mbeki respondeu a uma pergunta no Parlamento sobre suas opiniões. Ele disse:
 
Todos os programas de HIV/AIDS deste governo se baseiam na tese de que o HIV causa a AIDS. [Mas...] um vírus pode causar uma síndrome?... Não pode, porque uma síndrome é um grupo de doenças resultantes da imunodeficiência adquirida. De fato, o HIV contribui [para o colapso do sistema imunológico], mas outros fatores também contribuem. 

### 2001
Em 2001, o governo nomeou um painel de cientistas, incluindo vários negacionistas da AIDS, para relatar o assunto. O relatório sugeriu tratamentos alternativos para o HIV/AIDS, mas o governo sul-africano respondeu que, a menos que sejam obtidas provas científicas alternativas, continuará a basear a sua política na ideia de que a causa da AIDS é o HIV.

### 2003
Apesar das empresas farmacêuticas internacionais oferecerem medicamentos antirretrovirais gratuitos ou baratos, o Ministério da Saúde continua hesitante em fornecer tratamento para pessoas vivendo com HIV. Somente em novembro de 2003 o governo aprovou um plano para tornar o tratamento antirretroviral disponível ao público. Antes de 2003, os sul-africanos com HIV que utilizavam o sistema de saúde do sector público podiam receber tratamento para infecções oportunistas, mas não podiam receber anti-retrovirais.

### 2006
O esforço para melhorar o tratamento do HIV/AIDS foi prejudicado pela atitude de muitas figuras do governo, incluindo o presidente Mbeki. O então ministro da saúde, Manto Tshabalala-Msimang, defendeu uma dieta de alho, azeite e limão para curar a doença. Embora muitos cientistas e figuras políticas tenham pedido a sua destituição, ela só foi destituída do cargo quando o próprio Mbeki foi destituído do cargo. Estas políticas levaram à morte de mais de 300.000 sul-africanos.

### 2007
Em agosto de 2007, o Presidente Mbeki e o Ministro da Saúde, Tshabalala-Msimang, demitiram o Vice-Ministro da Saúde, Nozizwe Madlala-Routledge. Madlala-Routledge recebeu amplo reconhecimento de profissionais médicos e ativistas da AIDS. Embora tenha sido oficialmente demitida por corrupção, foi amplamente defendido que foi demitida pelas suas convicções mais convencionais sobre a AIDS e a sua relação com o HIV.

## O papel da mídia na epidemia na África do Sul
A imprensa sul-africana assumiu uma forte posição de defesa durante a era do negacionismo sob Thabo Mbeki. Existem inúmeros exemplos de jornalistas que criticaram o governo por posições políticas e declarações públicas que foram consideradas irresponsáveis.:44 Alguns destes exemplos incluem: ataques à abordagem de "alho e batata" do Ministro da Saúde, Manto Tshabalala-Msimang, indignação com a declaração de Mbeki de que nunca conheceu ninguém que tivesse morrido de AIDS, e a cobertura da humilhante Conferência Internacional sobre a AIDS de 2006.
Pode-se afirmar que a mídia adotou uma postura menos agressiva desde o fim da presidência de Mbeki e a morte de Tshabalala Msimang. A ascensão de Jacob Zuma como líder do partido e do estado anunciou o que a imprensa viu como uma nova era no tratamento da AIDS. No entanto, isso também significa que o HIV recebe menos cobertura jornalística. Um estudo recente do Projeto HIV/AIDS e Mídia mostrou que a quantidade de cobertura de notícias relacionadas ao HIV caiu drasticamente de 2002/3 (o que pode ser considerado o auge da negação da AIDS pelo governo) para a fase mais recente de "resolução de conflitos" sob Zuma. Talvez o HIV tenha caído nas categorias tradicionais de notícia impessoal, pouco dramática e "velha". O número de jornalistas de saúde também diminuiu consideravelmente.